# ديفيد جيمس (لاعب كريكت)
ديفيد جيمس (بالإنجليزية: David James)‏ (3 يونيو 1791 بإنجلترا في المملكة المتحدة - 1 مايو 1846) هو لاعب كريكت بريطاني (وحمل سابقاً جنسية المملكة المتحدة لبريطانيا العظمى وأيرلندا ومملكة بريطانيا العظمى). لعب مع نادي مارليبون للكريكت ‏.